# Peter Butterworth
Peter Butterworth (Bramhall (Cheshire), 4 februari 1919 - Coventry (Warwickshire), 16 januari 1979) was een Engels acteur.
Butterworth speelde onder meer Groom in de bekende serie Catweazle, maar was ook te zien in 90 andere producties. Ook speelde hij in toneelstukken en deed hij aan pantomime.
Butterworth beloofde een grootste carrière bij de Britse marine op te bouwen, toen het vliegtuig waarin hij reisde tijdens de Tweede Wereldoorlog werd neergeschoten. Hij werd in een krijgsgevangenenkamp geplaatst. Hij raakte bevriend met latere scriptschrijver Talbert Rothwell en de twee begonnen sketches te schrijven. Ze traden op voor de andere krijgsgevangenen. Niet alleen voor de entertainment, maar ook om op het geluid te dekken dat veroorzaakt werd door het graven van ontsnappingstunnels. 
Na de oorlog besloot Butterworth (door vrienden vaak Butterscoth genoemd) zijn acteercarrière voort te zetten. Al snel werd hij een bekend karakteracteur in zowel films als televisieseries. Hij specialiseerde zich in het spelen van vriendelijke types die het altijd goed bedoelden, maar vaak wat excentriek waren (zo ook Butterworth in het echte leven scheen te zijn). Hij was tot zijn dood getrouwd met Janet Brown en hun zoon Tyler werd ook acteur. 
Butterworth stierf plotseling in de coulissen van een pantomimeshow, terwijl hij stond te wachten om het podium op te gaan. Butterworth overleed waarschijnlijk aan een hartaanval en werd 59 jaar oud.

## Filmografie
- William Comes to Town (1948) - Rol onbekend (Niet op aftiteling)
- Murder at the Windmill (1949) - Politieman
- The Adventures of Jane (1949) - Dronken man
- Miss Pilgrim's Progress (1950) - Jonathan
- The Body Said No! (1950) - Chauffeur
- Night and the City (1950) - Schurk (Niet op aftiteling)
- Paul Temple's Triumph (1950) - Rol onbekend (Niet op aftiteling)
- Whirligig Televisieserie - Rol onbekend (1950)
- Old Mother Riley's Jungle Treasure (1951) - Steve
- Mister Drake's Duck (1951) - Higgins
- Circle of Danger (1951) - Ernie (de chauffeur) (Niet op aftiteling)
- Appointment with Venus (1951) - Naval rating #1
- Saturday Island (1952) - Gewonde marinier
- Penny Princess (1952) - Julien
- Will Any Gentleman...? (1953) - Toneelmeester
- How Do You View? Televisieserie - Lockitt (1950-1951, 1953)
- The Gay Dog (1954) - Man die van gokje houdt
- Fun at St. Fanny's (1956) - The Potter
- Blow Your Own Trumpet (1958) - Mr. Duff
- tom thumb (1958) - Kapellmeister
- Those Kids Televisieserie - Mr. Oddy (1959)
- The Spider's Web (1960) - Insp. Lord
- Escort for Hire (1960) - Insp. Bruce
- Murder She Said (1961) - Kaartjesman
- The Cheaters Televisieserie - Tim (Afl., The Legacy, 1961)
- Armchair Theatre Televisieserie - Albert Potter (Afl., His Polyvinyl Girl, 1961)
- Alfred Marks Time Televisieserie - Rol onbekend (Episode 10 mei 1961)
- The Day the Earth Caught Fire (1961) - Krantenman (Niet op aftiteling)
- Armchair Theatre Televisieserie - Barny (Afl., The Fishing Match, 1962)
- Fate Takes a Hand (1962) - Ronnie
- She'll Have to Go (1962) - Dokter
- Live Now - Pay Later (1962) - Fred
- Armchair Theatre Televisieserie - Ronnie Grimble (Afl., Afternoon of a Nymph, 1962)
- Make Room for Daddy Televisieserie - Kastelein (Afl., A Hunting We Will Go, 1962)
- Kill or Cure (1962) - Barman bij Green Glades
- Disneyland Televisieserie - Will the Knifegrinder (Afl., The Prince and the Pauper: The Pauper King, 1962|The Prince and the Pauper: The Merciful Law of the King, 1962|The Prince and the Pauper: Long Live the Rightful King, 1962)
- Dixon of Dock Green Televisieserie - Jammy Tate (Afl., Dead Jammy, 1962)
- The Rescue Squad (1963) - Mr. Maggs
- ITV Play of the Week Televisieserie - Rol onbekend (Afl., The Kidnapping of Mary Smith, 1963)
- The Odd Man Televisieserie - Victor West (Afl., Prince on a White Horse, 1963)
- Doctor in Distress (1963) - Chauffeur
- Disneyland Televisieserie - Zigon (Afl., The Horse Without a Head: The Key to the Cache, 1963|The Horse Without a Head: The 100,000,000 Franc Train Robbery, 1963)
- A Home of Your Own (1964) - Timmerman
- The Edgar Wallace Mystery Theatre Televisieserie - Bagagedrager (Afl., Never Mention Murder, 1964)
- Armchair Mystery Theatre Televisieserie - Vicary (Afl., The Blackmailing of Mr. S, 1964)
- Danger Man Televisieserie - Umbrellas (Afl., The Ubiquitous Mr. Lovegrove, 1965)
- Public Eye Televisieserie - Gates (Afl., A Harsh World for Zealots, 1965)
- The Roy Castle Show Televisieserie - Rol onbekend (1965)
- The Amorous Adventures of Moll Flanders (1965) - Grunt
- Porterhouse: Private Eye (Televisiefilm, 1965) - Edwin Porterhouse
- Doctor Who Televisieserie - The Meddling Monk (7 afl., 1965-1966)
- Frankie Howerd Televisieserie - Rol onbekend (Episode 2.5, 1966)
- Carry on Cowboy (1966) - Doc
- Carry on Screaming! (1966) - Detective Constable Slobotham
- A Funny Thing Happened on the Way to the Forum (1966) - Romeinse wachter
- Don't Lose Your Head (1966) - Citizen Bidet
- Ouch! (1967) - Jonah Whale
- Danny the Dragon (1967) - Boer
- The Informer Televisieserie - Manny (Afl., Keep off the Grass, 1967)
- Follow That Camel (1967) - Simpson
- Carry on Doctor (1967) - Mr. Smith
- Prudence and the Pill (1968) - Chemist
- Carry on...Up the Khyber (1968) - Broeder Belcher
- Inside George Webley Televisieserie - Rol onbekend (Afl. onbekend, 1968)
- The Wednesday Play Televisieserie - Albert Gill (Afl., The Fabulous Frump, 1969)
- Carry on Camping (1969) - Josh Fiddler
- Nearest and Dearest Televisieserie - Lord Mayor (Afl., Now Is the Hour, 1969)
- Carry on Again Doctor (1969) - Sjoelende patiënt
- Carry on Christmas (Televisiefilm, 1969) - Dracula/Bedelaar/Non/ Haggie de andere lelijke non
- Catweazle Televisieserie (1970) - Aflevering 9 (the demi-devil)- kolonel Upshaw
- Catweazle Televisieserie - Groom (15 afl., 1970-1971)
- Carry on Loving (1970) - Sinistere klant (Niet op aftiteling)
- Kindly Leave the Kerb Televisieserie - Rol onbekend (1971)
- A Class by Himself Televisieserie - Clutton (1971)
- Carry on Henry (1971) - Charles, Earl of Bristol (Niet op aftiteling)
- The Magnificent Seven Deadly Sins (1971) - Gast-optreden (segment 'Sloth')
- Bless This House (1972) - Trevor Lewis
- Carry on Christmas: Carry on Stuffing (Televisiefilm, 1972) - Kapitein Alistair Dripping/Sir Francis Fiddler/Admiraal Rene/Weduwnaar Holeinstone
- Carry on Abroad (1972) - Pepe
- Not Now Darling (1973) - Schilder (Niet op aftiteling)
- Carry on Girls (1973) - Admiraal
- Carry on Christmas (Televisiefilm, 1973) - 1ste zingende holenman/Gast/Tweede dartsspeler/1ste Duitser/Derde ballerina/Friar Truck
- Carry on Dick (1974) - Tom
- Dad's Army Televisieserie - Mr. Bugden (Afl., The Face on the Poster, 1975)
- Carry on Laughing! Televisieserie - Verschillende rollen (8 afl., 1975)
- Carry on Behind (1975) - Henry Barnes
- Robin and Marian (1976) - Chirurg
- The Ritz (1976) - Klant in Chaps
- Carry on England (1976) - Majoor Carstairs
- What's Up Nurse! (1977) - Politie-brigadier
- Odd Man Out Televisieserie - Wilf (Afl. onbekend, 1977)
- The Dancing Princesses (Televisiefilm, 1978) - Kanselier
- Carry on Emmannuelle (1978) - Richmond
- The First Great Train Robbery (1979) - Putnam
- Afternoon Off (Televisiefilm, 1979) - Mr. Bywaters

- Bibliothèque nationale de France: cb17808757b (data)
- Gemeinsame Normdatei: 1064274420
- MusicBrainz: ccaa70a6-ba82-4d33-9099-b2c0545d26e5
- Virtual International Authority File: 313405372
- WorldCat: E39PBJy4gCm9brjQy9h3v8BwYP